# Michail Alëšin
Michail Petrovič Alëšin (in russo Михаил Петрович Алёшин?; Mosca, 22 maggio 1987) è un pilota automobilistico russo.

## Carriera
Ha corso nei kart dal 1996 al 2000, dopodiché la sua carriera nelle competizioni di monoposto si è sviluppata in varie categorie: ha partecipato alla A1 Grand Prix nella stagione 2005 per la squadra russa senza ottenere punti. Nel 2007 ha partecipato sia alla World Series by Renault che alla GP2 Series con il team ART Grand Prix concludendo la stagione al 25º posto nella classifica generale piloti.
Nel 2009 ha preso parte alle gare della Formula 2 giungendo al terzo posto finale ottenendo anche una vittoria sul circuito di Oschersleben.
Nel 2011 ha partecipato anche alla GP2 Asia Series dove ha concluso la stagione senza ottenere punti. In seguito partecipa alla GP2 Series 2011 con il team Carlin Motorsport. Durante le qualifiche del Gran Premio iniziale della GP2 Series in Turchia subisce un infortunio che gli ha impedito di prendere parte alla gara. Nelle sei gare disputate in stagione non ottiene punti.

## Risultati in gara

### GP2 Series
| Anno | Squadra        | 1      | 2      | 3      | 4       | 5   | 6   | 7   | 8   | 9   | 10  | 11  | 12  | 13     | 14     | 15      | 16      | 17  | 18  | 19  | 20    | 21     | Punti | Pos. |
| ---- | -------------- | ------ | ------ | ------ | ------- | --- | --- | --- | --- | --- | --- | --- | --- | ------ | ------ | ------- | ------- | --- | --- | --- | ----- | ------ | ----- | ---- |
| 2007 | ART Grand Prix | BHR    | BHR    | ESP 6  | ESP Rit | MON | FRA | FRA | GBR | GBR | EUR | EUR | HUN | HUN    | TUR    | TUR     | ITA     | ITA | BEL | BEL | VAL 9 | VAL 20 | 3     | 25º  |
| 2011 | Carlin         | TUR NP | TUR NP | ESP 16 | ESP 18  | MON | MON | VAL | VAL | GBR | GBR | GER | GER | HUN 15 | HUN 15 | BEL Rit | BEL Rit | ITA | ITA |     |       |        | 0     | 32º  |

### GP2 Asia Series
| Anno | Squadra | 1       | 2      | 3      | 4      | Punti | Pos. |
| ---- | ------- | ------- | ------ | ------ | ------ | ----- | ---- |
| 2011 | Carlin  | ABU Rit | ABU 24 | ITA 20 | ITA 20 | 0     | 27º  |